# Balvicar (cratera)
Balvicar é uma cratera marciana. Têm como característica 20.5 quilômetros de diâmetro. Deve o seu nome a Balvicar, uma localidade do Reino Unido.